# ソユーズTMA-17M
ソユーズTMA-17Mは国際宇宙ステーションに第44次長期滞在クルーを送り届けるために2015年7月22日に打ち上げられた有人宇宙船である。ソユーズTMA-17Mは1967年の初打ち上げ以来、126機目のソユーズ宇宙船である。ロシア人コマンダーと日本人およびアメリカ人のフライトエンジニアの計3名が搭乗した。2015年12月の帰還まで5ヶ月に渡って国際宇宙ステーションに係留され、2015年12月11日にドッキング解除してカザフスタンのステップに無事帰還した。ソユーズTMA-17Mは、珍しく深夜の帰還となった。

## クルー
| 地位                 | メンバー                                                | メンバー                                                |
| -------------------- | ------------------------------------------------------- | ------------------------------------------------------- |
| コマンダー           | オレグ・コノネンコ, RSA 第44次長期滞在 3回目の宇宙飛行  | オレグ・コノネンコ, RSA 第44次長期滞在 3回目の宇宙飛行  |
| フライトエンジニア 1 | 油井亀美也, JAXA 第44次長期滞在 1回目の宇宙飛行         | 油井亀美也, JAXA 第44次長期滞在 1回目の宇宙飛行         |
| フライトエンジニア 2 | チェル・リングリン, NASA 第44次長期滞在 1回目の宇宙飛行 | チェル・リングリン, NASA 第44次長期滞在 1回目の宇宙飛行 |

### バックアップクルー
| 地位                 | メンバー                    | メンバー                    |
| -------------------- | --------------------------- | --------------------------- |
| コマンダー           | ユーリ・マレンチェンコ, RSA | ユーリ・マレンチェンコ, RSA |
| フライトエンジニア 1 | ティモシー・ピーク, ESA     | ティモシー・ピーク, ESA     |
| フライトエンジニア 2 | ティモシー・コプラ, NASA    | ティモシー・コプラ, NASA    |

## ギャラリー

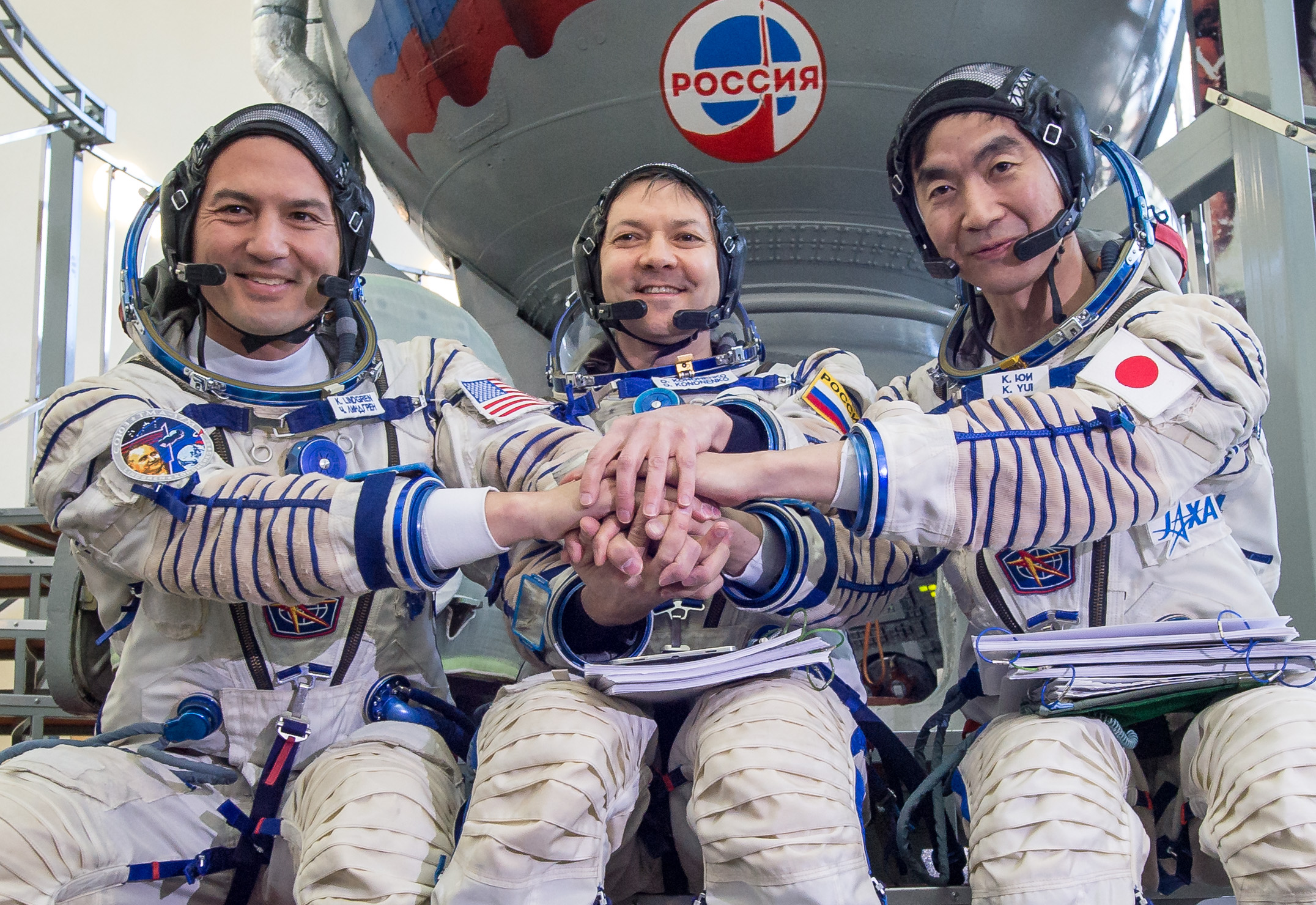
クルーの集合写真。左からリングリン、コノネンコ、油井。
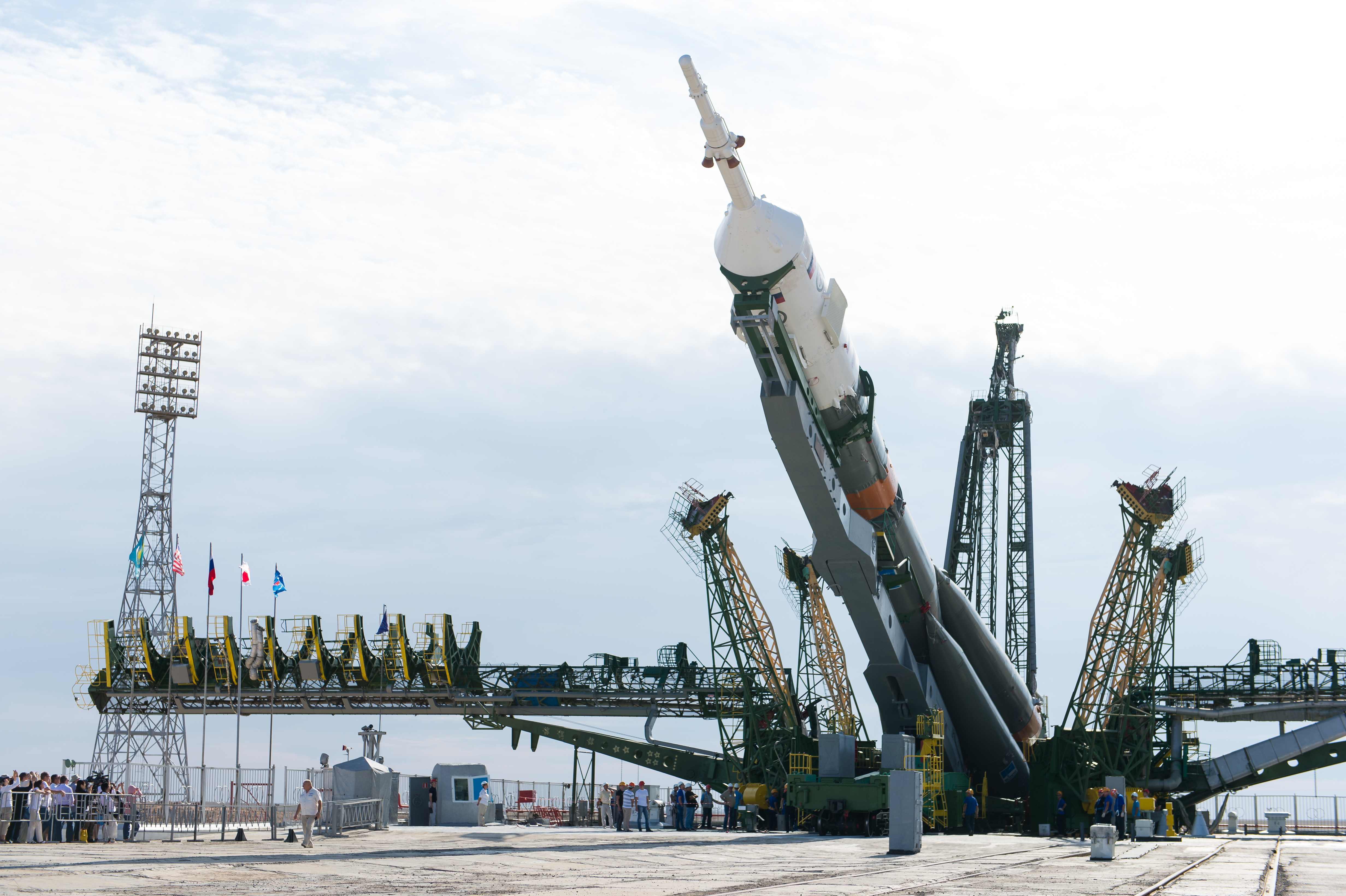
射点で立ち上げられるソユーズFGロケット
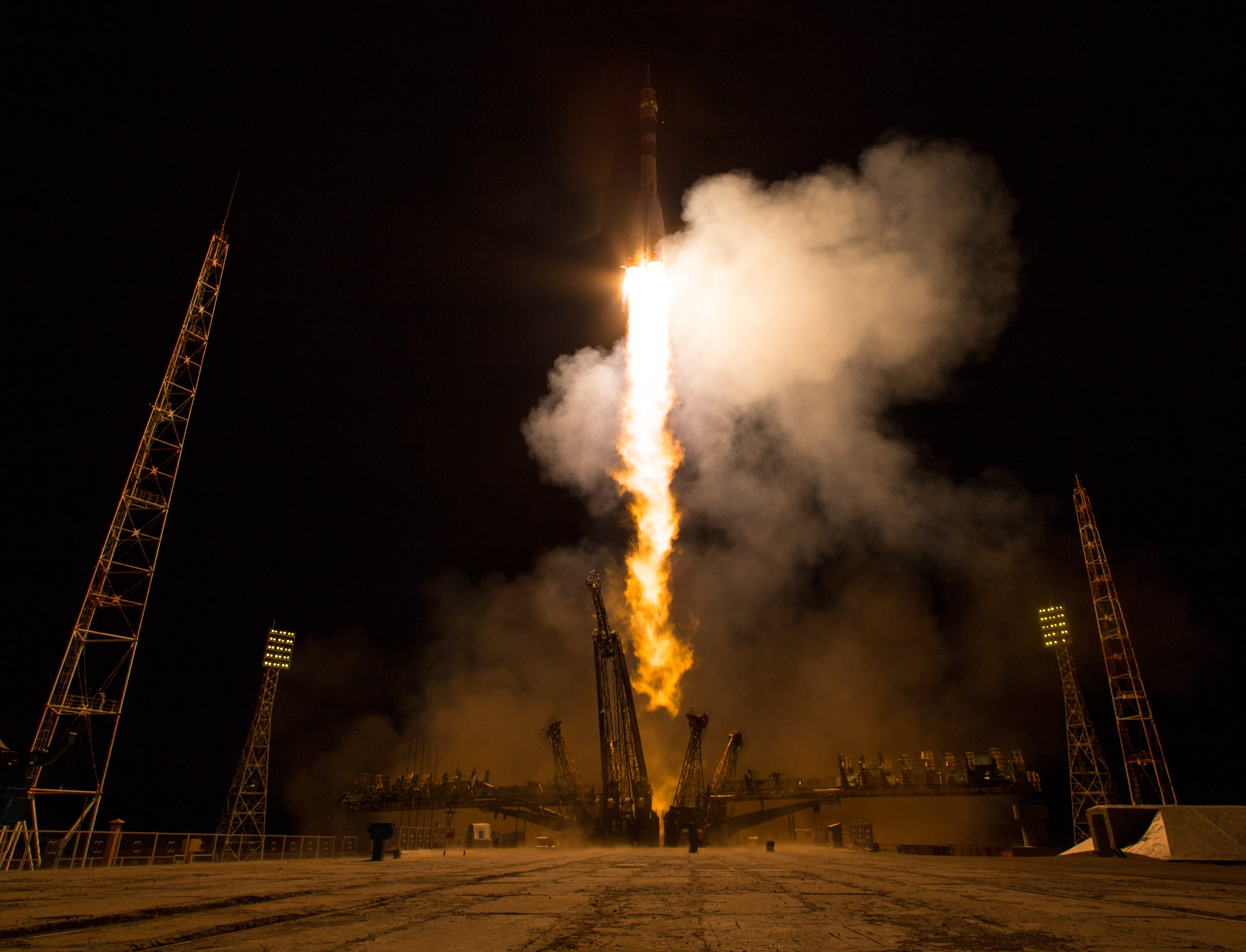
打ち上げ
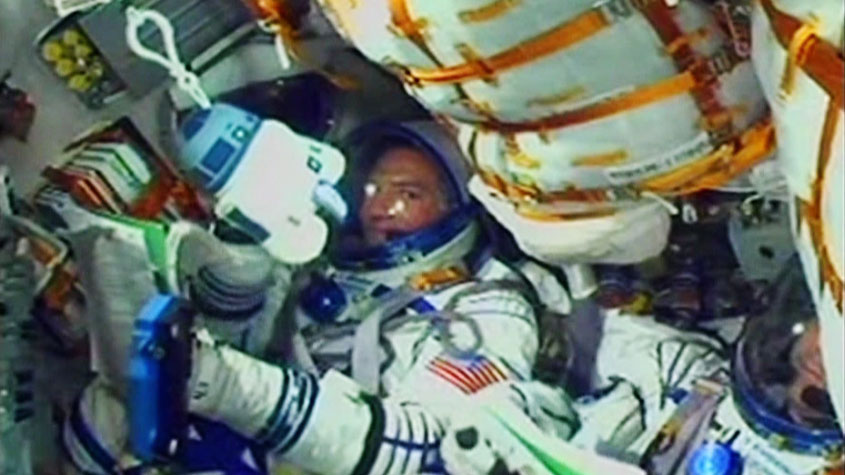
打ち上げ時の船内
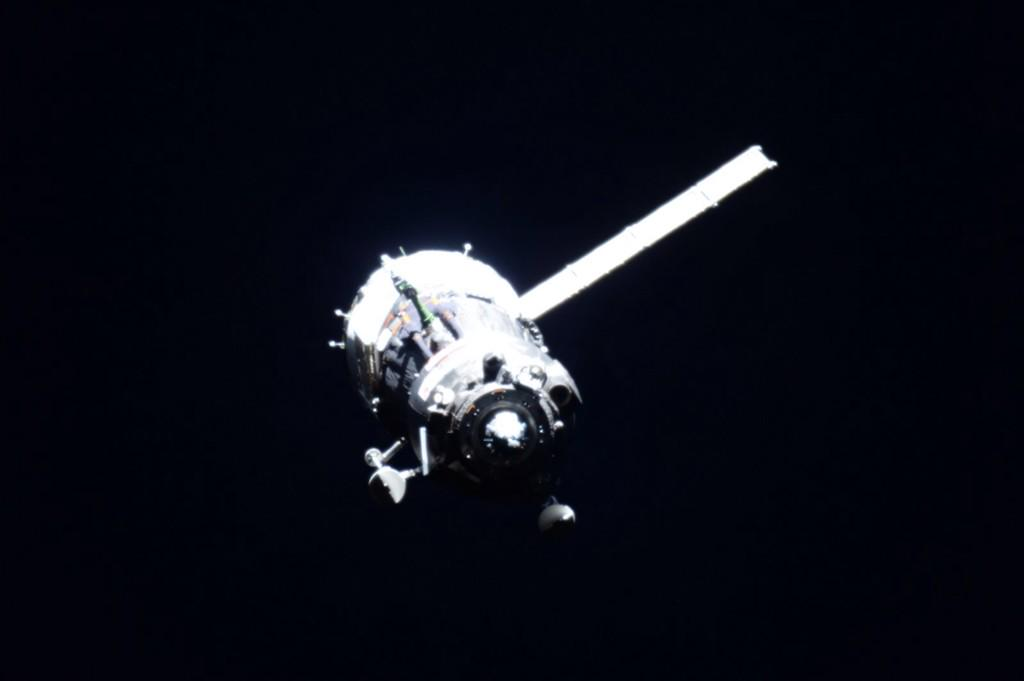
ISSに接近するソユーズTMA-17M。太陽電池パネルが1枚展開していないが、後に展開した。
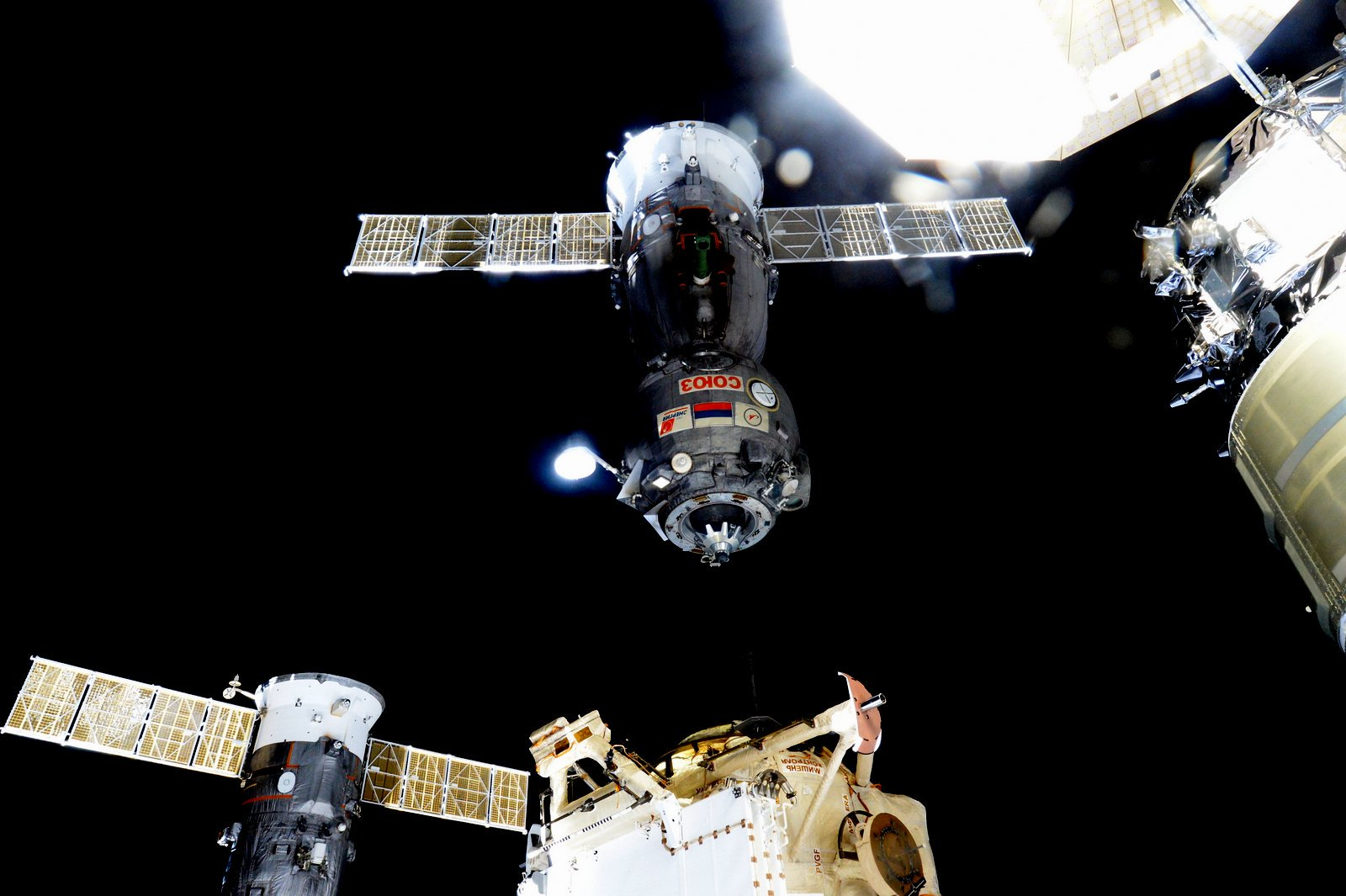
ISSを出発するソユーズTMA-17M
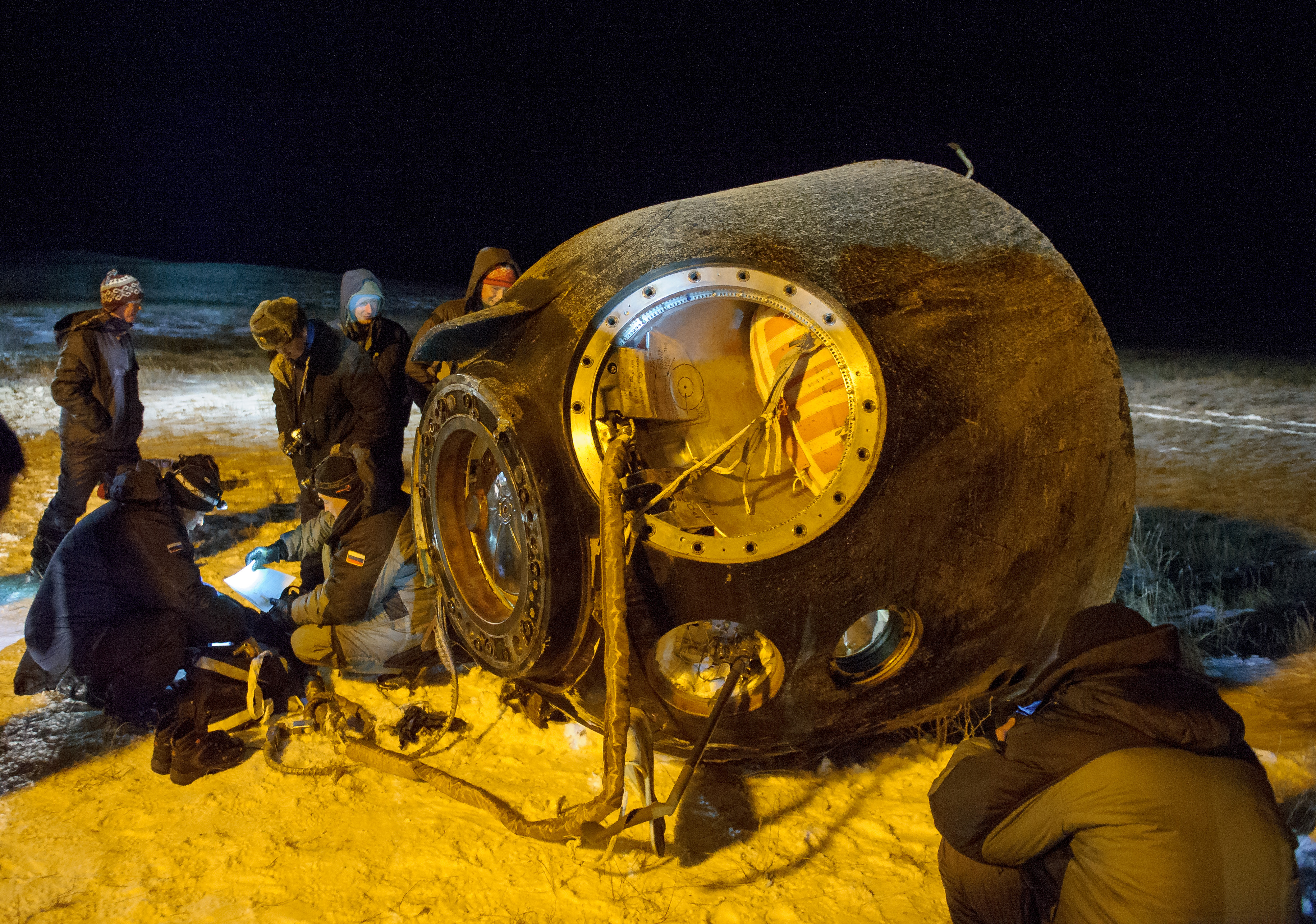
深夜に帰還したソユーズTMA-17Mの着陸カプセル